# Live at Last... And More
Live at Last... And More – film z koncertu zespołu Pendragon, wydany początkowo na kasecie VHS w 1997, a następnie wznowiony na DVD w 2002. Wydanie DVD zawierało dodatkowo: biografię zespołu oraz poszczególnych jego członków, wywiad z Nickiem Barretem, dyskografię zespołu, galerię zdjęć. 

## Spis utworów
Album zawiera utwory:
1. March of the Torreodores – 0:43
2. Nostradamus – 3:03
3. As Good as Gold – 7:30
4. Paintbox – 7:34
5. Breaking the Spell – 8:19
6. Guardian of my Soul – 12:58
7. Back in the Spotlight – 6:17
8. The Last Man on Earth – 14:35
9. The Shadow – 9:57
10. Leviathan – 6:43
11. Masters of Illusion – 13:01
12. The Last Waltz – 5:12

## Skład zespołu
Twórcami albumu są:
- Nick Barrett – śpiew, gitara
- Clive Nolan – instrumenty klawiszowe
- Peter Gee – gitara basowa, gitara
- Fudge Smith – instrumenty perkusyjne